# Iuri Gagarin
Iuri Alekseevici Gagarin (în rusă Юрий Алексеевич Гагарин; n. 9 martie 1934, Klușino, RSFS Rusă, URSS — d. 27 martie 1968, Kirjaci, RSFS Rusă, URSS) a fost un cosmonaut sovietic, Erou al Uniunii Sovietice. La 12 aprilie 1961, el a devenit primul om care a ajuns în spațiu și pe orbita Pământului. A primit numeroase medalii în diferite țări pentru zborul său de pionierat în spațiul cosmic.

## Tinerețea
Iuri Gagarin s-a născut în satul Klușino, aproape de Gjatsk (în prezent în Regiunea Smolensk, Rusia), la 9 martie 1934. În 1968, satul natal a fost redenumit „Gagarin” în onoarea sa. Părinții săi, Alexei Ivanovici Gagarin și Anna Timofeevna Gagarin, au lucrat în colhoz. Mamei sale îi plăcea să citească, iar tatăl său era un dulgher iscusit. Iuri a fost cel de-al treilea din cei patru copii ai familiei, iar sora lui mai mare se ocupa de el în timp ce părinții lui lucrau. La fel ca milioane de oameni din Uniunea Sovietică, familia lui Gagarin a suferit în timpul ocupației naziste din al Doilea Război Mondial. Ceilalți doi frați ai săi mai mari au fost luați ca prizonieri în Germania în anul 1943 și au revenit numai după război.
Încă din tinerețe, Iuri devenise interesat de cosmos și a început să viseze la spațiul pe care îl va cuceri într-o bună zi. Iuri a fost descris de către profesorii săi din suburbia Moscovei Liuberțî ca inteligent și muncitor, ocazional, chiar excesiv de scrupulos. Profesorul lui de matematică și științe a luptat în Al Doilea Război Mondial ca pilot al Forțelor Aeriene Sovietice, fiind o persoană care l-a impresionat profund pe tânărul Gagarin.
După ce a început o ucenicie în metalurgie ca turnător, Gagarin a fost ales pentru continuarea studiilor la un liceu tehnic din Saratov. În timp ce studia acolo, el s-a înscris în "AeroClub" și a învățat să piloteze aeronave ușoare, hobby care îi ocupa din ce în ce mai mult timp. În 1955, după terminarea școlii tehnice, a început formarea ca pilot militar la Școala de Piloți din Orenburg. Acolo a întâlnit-o pe Valentina Goreaciova, cu care s-a căsătorit în 1957, după ce a devenit pilot pe un MiG-15. După absolvire, el a fost repartizat la baza aeriană Luostari din Regiunea Murmansk, foarte aproape de granița cu Norvegia, unde vremea grea făcea zborul dificil. A fost promovat la gradul de locotenent al Forțelor Aeriene Sovietice, la 5 noiembrie 1957, iar la 6 noiembrie 1959, el a primit gradul de locotenent major. A fost membru PCUS din anul 1960.

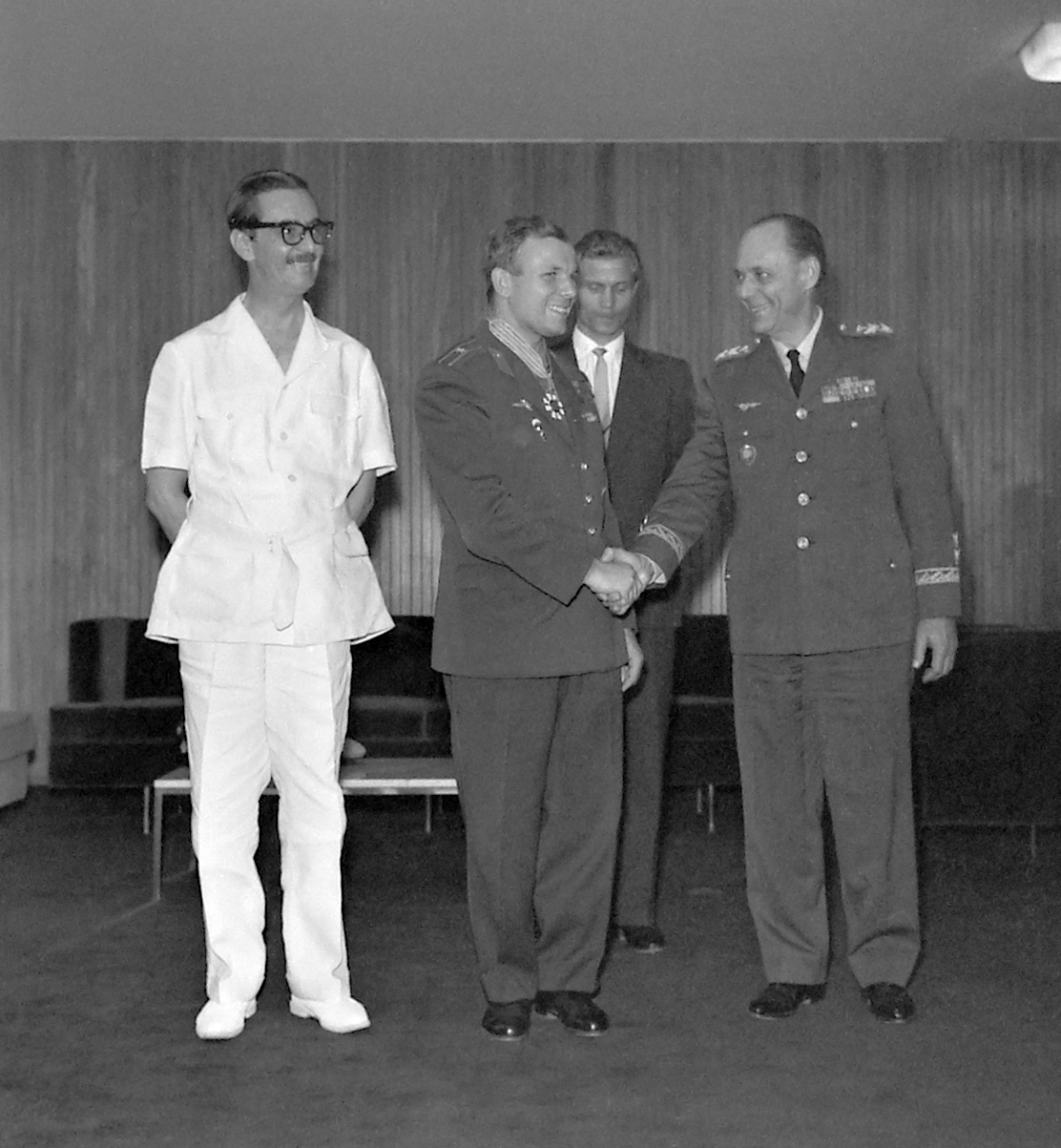
Președintele brazilian Jânio Quadros îl decorează pe Gagarin, 1961.

## Cariera în programul sovietic spațial

### Selecția și formarea
În 1960, după o intensă căutare și un proces de selecție, Iuri Gagarin a fost selectat, împreună cu alți 19 candidați, pentru Programul Spațial Sovietic. Alături de ceilalți cosmonauți, el a fost supus la o serie de experimente riguroase menite să-i testeze rezistența fizică și psihică. A urmat și un antrenament intensiv pentru pregătirea zborului ce avea să fie efectuat. Din acei douăzeci de cosmonauți selectați, eventualele alegeri pentru prima lansare erau Gagarin și Gherman Titov, datorită performanțelor excelente din timpul antrenamentelor, dar și datorită capacităților lor psihice - deși, la o simulare cu o capsulă mică Vostok, amândoi nu au confirmat așteptările. Oficialii sovietici au cântărit și alți factori în selectarea lui Gagarin: înfățișarea acestuia, capacitatea sa de a manipula atenția presei, originile sale rusești și chiar numele Gagarin, care era și el, de asemenea, asociat cu aristocrația țaristă.

## Moartea
Conform versiunii oficiale, pe 27 martie 1968, ora 10:31 dimineața, avionul MiG-15UTI în care se afla Iuri Gagarin și copilotul Vladimir Sereghin s-a prăbușit în apropierea satului Novoselovo, la 18 km de orașul Kirjaci, Regiunea Vladimir (190 km la est de Moscova). Totuși, există elemente care pun la îndoială atât data și ora catastrofei, cât și împrejurările ei. Rezultatele raportului nu au fost făcute publice până în prezent; acestea împreună cu resturile avionului, depozitate la Institutul de cercetări nr. 13 al Ministerului Apărării, au fost clasificate. În decursul anilor au fost lansate mai multe versiuni posibile pentru evenimentele întâmplate care au condus la dispariția prematură a celor doi aviatori. La puțin timp după destrămarea Uniunii Sovietice, mai mulți specialiști care au luat parte la anchetă au susținut că avionul a intrat în vrie. O altă ipoteză este că avionul ar fi lovit un balon meteorologic. Au mai fost și alte ipoteze, mai puțin plauzibile, s-au mai făcut referiri la o eroare de pilotaj coroborată cu o defecțiune tehnică a aparatului, asasinarea comandată de către Leonid Brejnev, etc.
După o altă ipoteză, pe lângă avion a trecut un Suhoi Su-15 care a apărut din nori cu partea din spate fumegândă și aprinsă. „În timp ce ardea, avionul a trecut foarte aproape de Gagarin, învârtindu-i avionul și trimițându-l în vrie, mai exact într-o spirală, la o viteză de 750 de kilometri pe oră”, a afirmat cosmonautul Aleksei Leonov.

## Filatelie și Numismatică

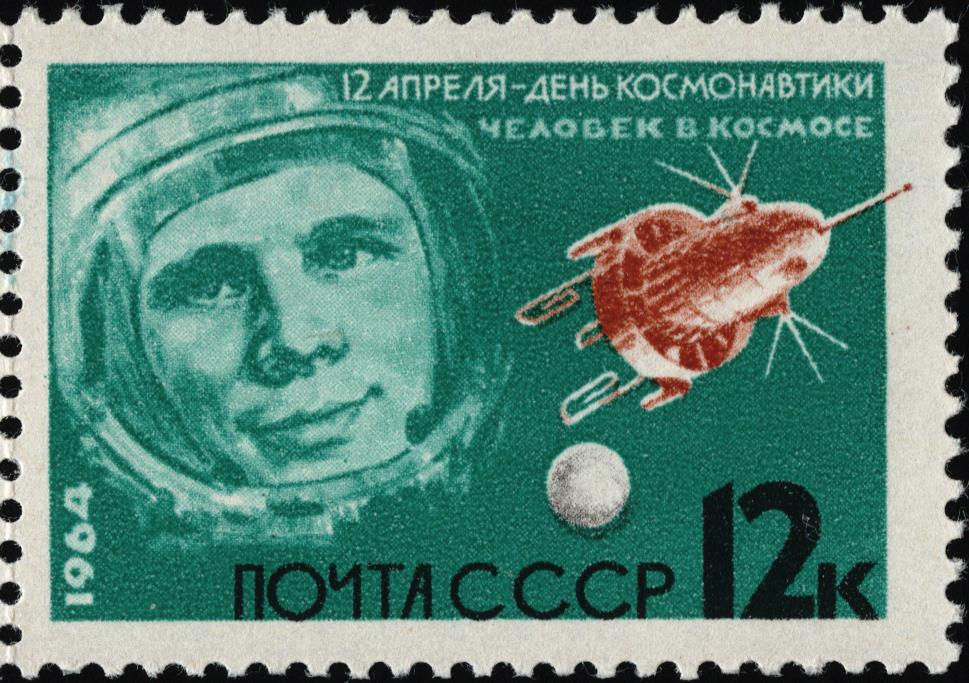
Timbru poștal sovietic din 1964 în cinstea călătoriei lui Gagarin.
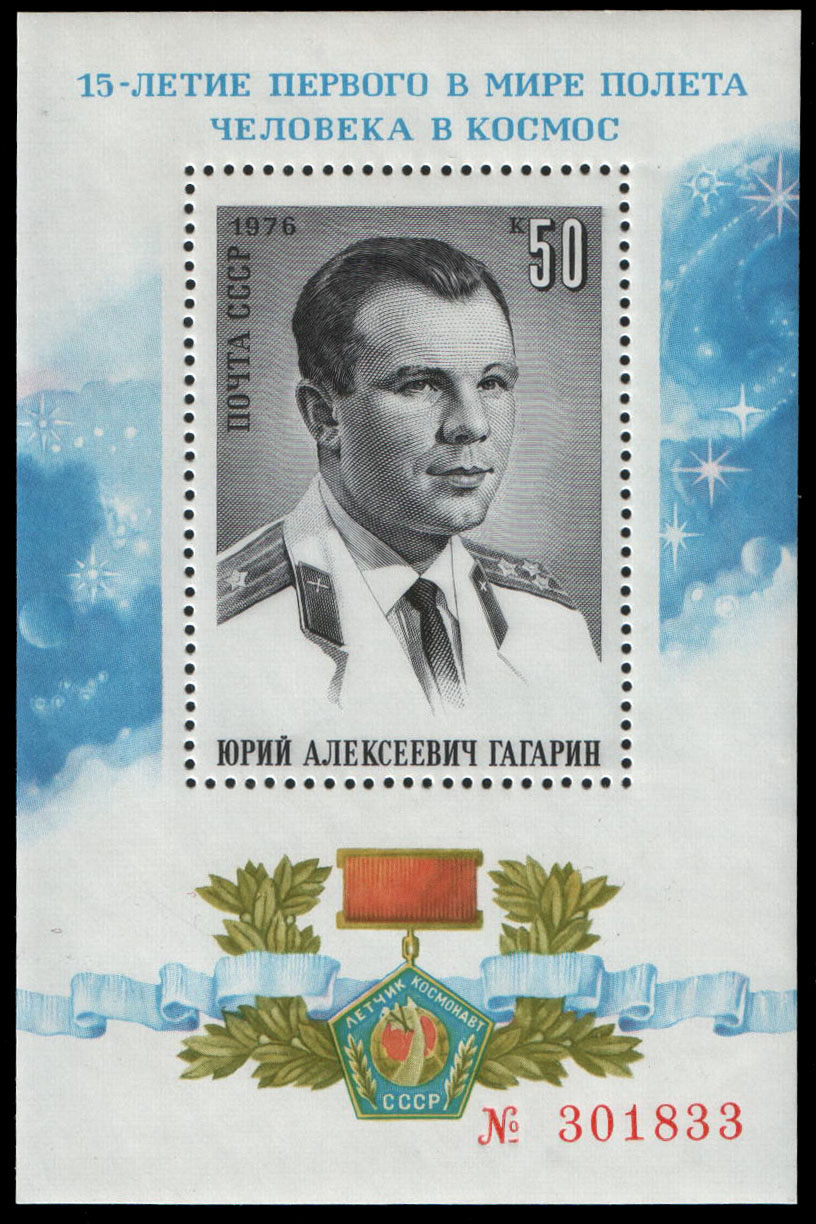
Blocul poștal al URSS, 1976
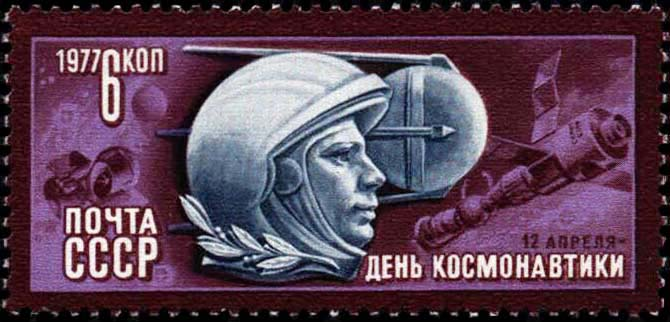
Ștampila poștală a URSS, 1977
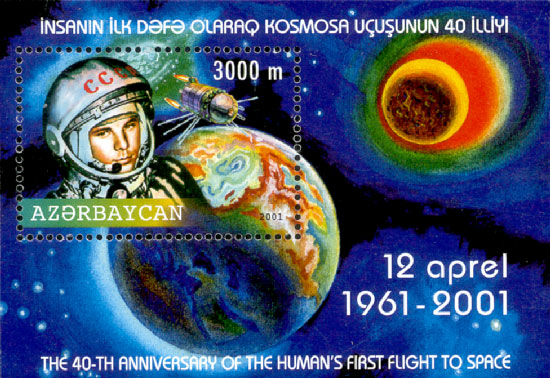
Timbru poștal, Azerbaidjan, 2001
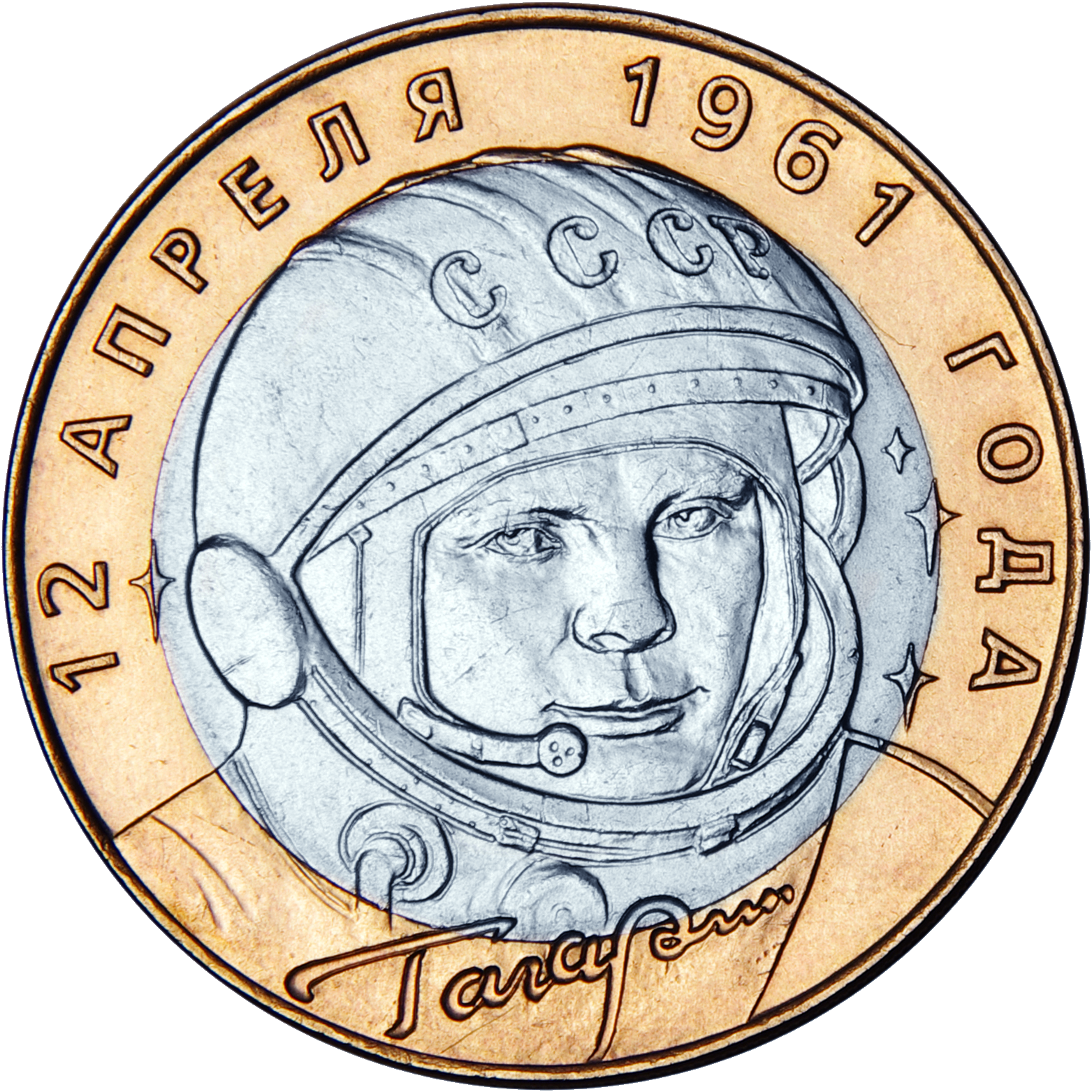
Moneda rusă de zece ruble din 2001 cu fața lui Gagarin.
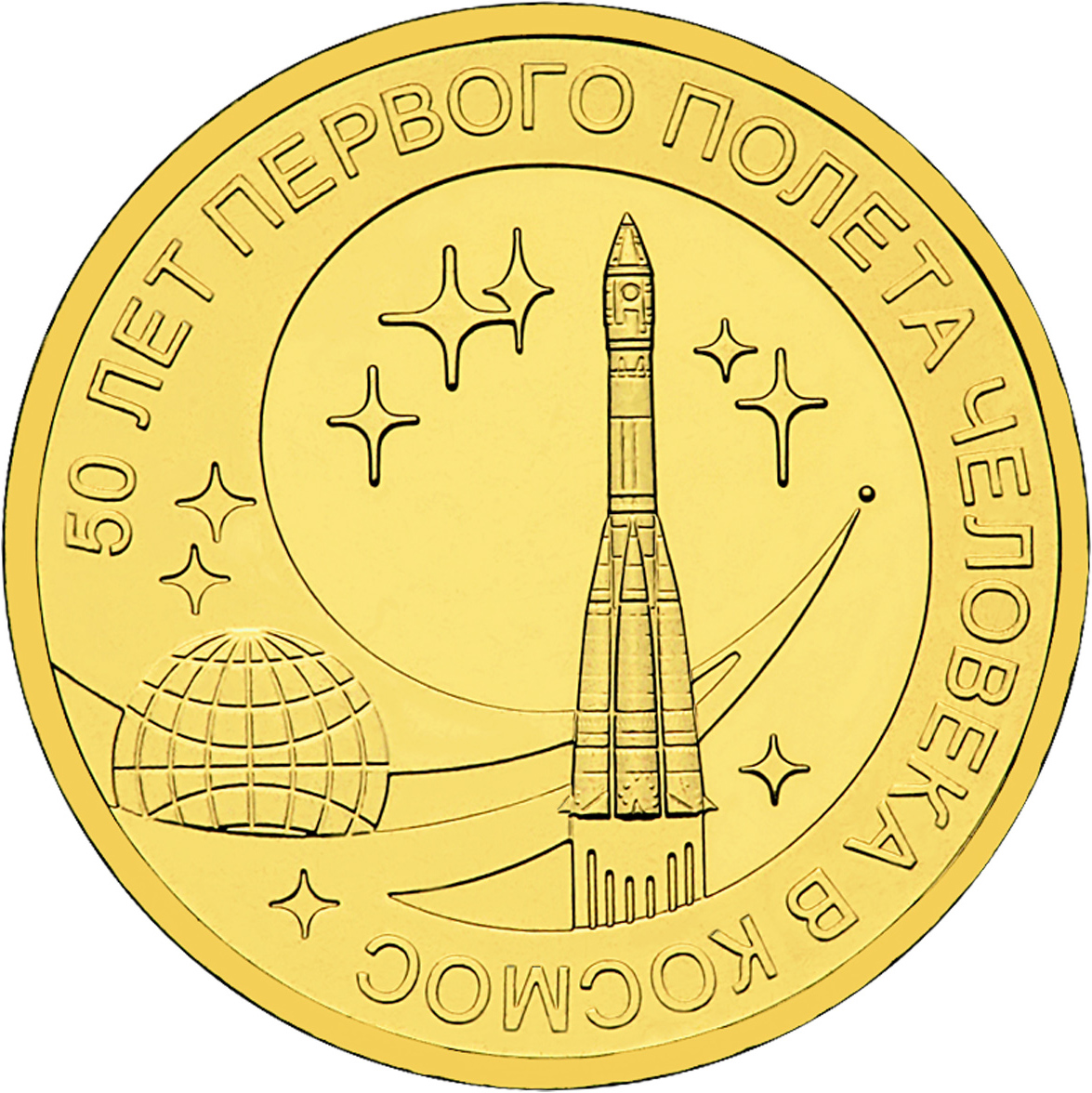
"50 de ani de la primul zbor spațial uman", Rusia, 2011
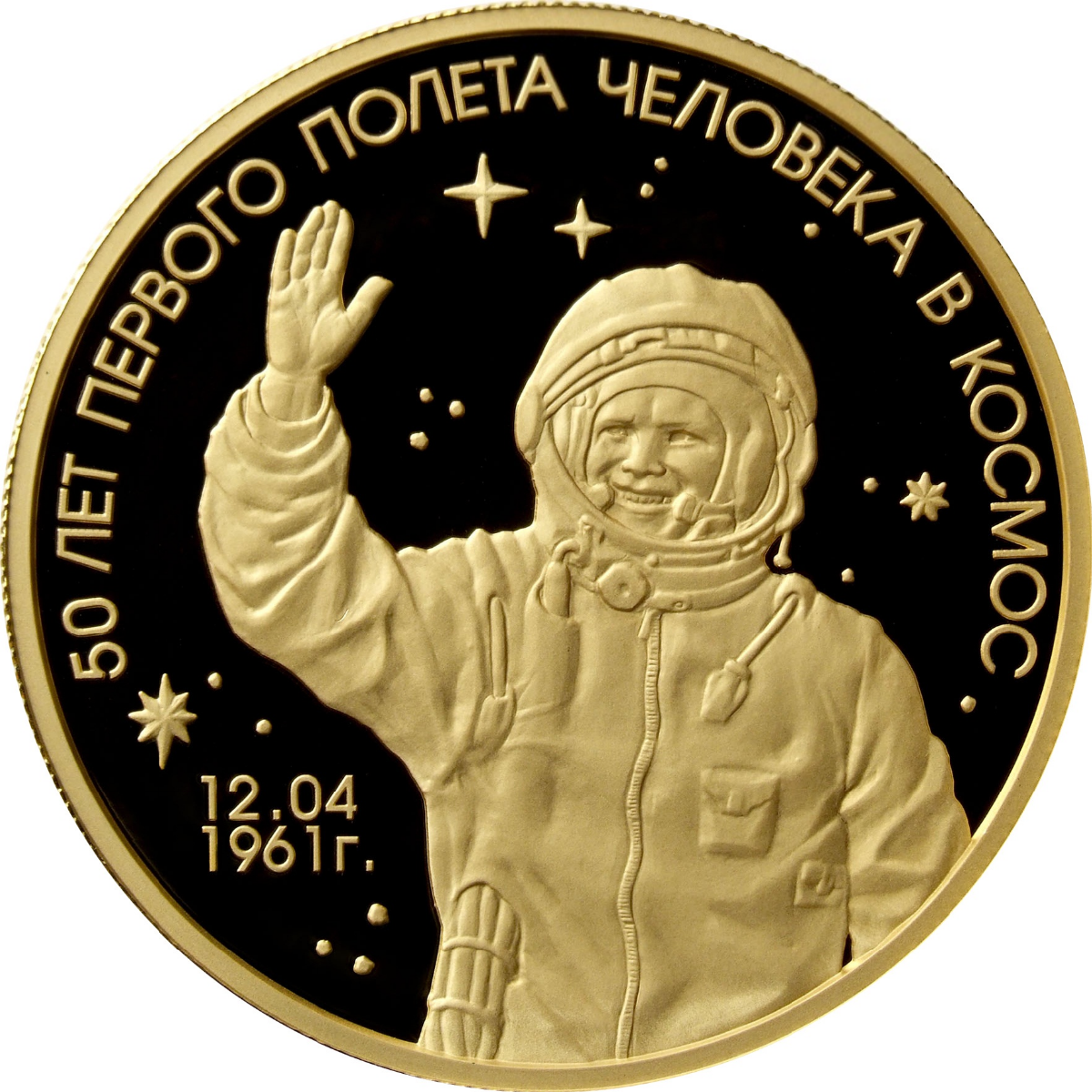
Monedă de aur comemorativă cu o valoare nominală de 1000 de ruble, legănată pentru a 50-a aniversare a primului zbor spațial uman.
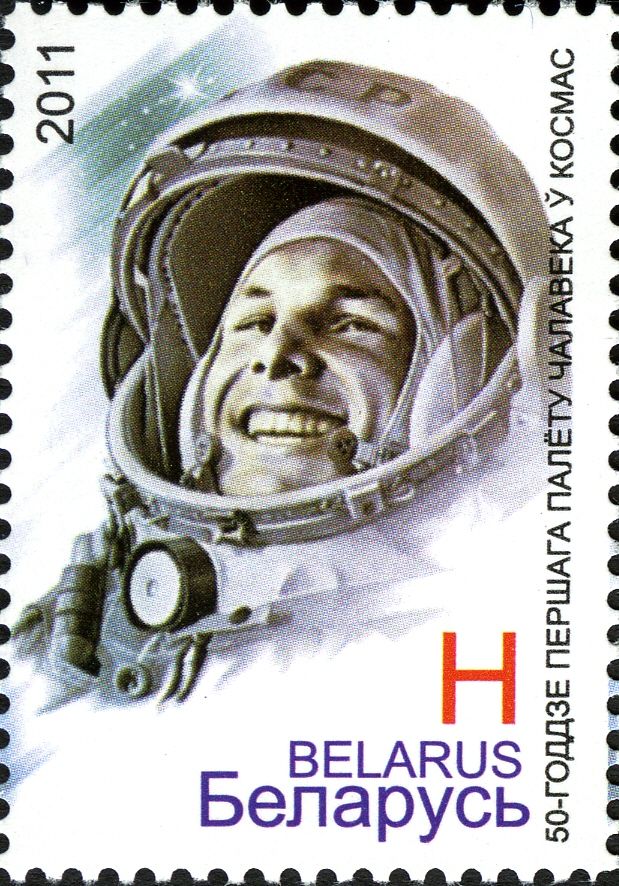
Timbru poștal, Belarus, 2011